# Scutellina gruveli
Scutellina gruveli is een slakkensoort uit de familie van de Phenacolepadidae. De wetenschappelijke naam van de soort is voor het eerst geldig gepubliceerd in 1929 door Dautzenberg.